# 羽柱针茅
羽柱针茅（学名：Stipa subsessiliflora var. basiplumosa）为禾本科针茅属下的一个变种。

## 扩展阅读
- 維基物種上的相關：羽柱针茅